# Grabuge !
Pour plus de détails, voir Fiche technique et Distribution.
Grabuge ! est un film français réalisé par Jean-Pierre Mocky, sorti en 2005.

## Synopsis
Maurice travaille à la préfecture de police, service des étrangers. Il est célibataire, adore la musique espagnole et passe tout son temps libre dans un cabaret hispano, Les Trottoirs. Lorsque des meurtres sont commis autour de l'établissement, le commissaire Lancret, chargé de l'enquête, lui demande de l'aider dans son enquête qui s'oriente vers un trafic de cartes de séjour.

## Fiche technique
- Titre : Grabuge !
- Réalisation : Jean-Pierre Mocky
- Scénario : Jean-Pierre Mocky et André Ruellan d'après le roman Les trottoirs de Belgrano de Pierre-Alain Mesplède (Gallimard, coll. « Série noire », no 2393, 1995)
- Photographie : Edmond Richard
- Musique : Vladimir Cosma
- Montage : Jean-Pierre Mocky et Eric Carlier
- Décors : Dominique Douret
- Production : Bernard Bolzinger et Jean-Pierre Mocky
- Société de distribution : Pathé
- Pays d'origine :  France
- Genre : policier
- Durée : 87 minutes
- Date de sortie :
  - France : 14 septembre 2005.

## Distribution
- Michel Serrault : le commissaire Lancret
- Charles Berling : Maurice
- Micheline Presle : Gisèle Lenoir
- Aurélien Mallet : Renato
- Patricia Barzyk : Madame Delumeau
- Dominique Zardi : Hector
- Yoann Moëss : Sylvain / Carmen
- Virginie Visconti : Hervida
- Laurence Decaux : Gabrielle
- Jean Abeillé : Le vérificateur
- Christian Chauvaud : Hervé de Romanche
- Brigitte Boucher : Lily
- Jean-Pierre Le Cloarec : l'ex-mari de Mme Delumeau
- François Toumarkine : Marquez
- Freddy Bournane : Le Hongrois
- Michel Stobac
- Cholé Brossard
- Stéphane Davidoff
- Shéhérazade Bahri
- Neil Sfar
- Yasmine Modestine